# 사라이시

사라이 시의 위치

사라이시(마케도니아어: Општина Сарај, 알바니아어: Komuna e Sarajit)는 마케도니아 공화국의 수도인 스코페를 구성하는 10개 지방 자치체 가운데 하나로 면적은 229.06km2, 인구는 35,408명(2002년 기준)이다. 지방 자치체 이름은 튀르키예어로 "광장"을 뜻한다. 북서쪽으로는 예구노프체 시, 남서쪽으로는 젤리노 시, 남쪽으로는 소피슈테 시, 동쪽으로는 카르포시 시와 조르체페트로프 시, 북쪽으로는 코소보와 접한다.